# Kočevje
Kočevje (pronuncia slovena [kɔˈtʃeːwjɛ]; in tedesco Gottschee; in italiano tra 1941 e 1943 Cocevie) è un comune di 16 999 abitanti della Slovenia meridionale. Con 563,7 km² è il comune più grande della Slovenia per estensione, collocato tra i fiumi Cherca e Kolpa. È noto per la sua antica foresta ed i suoi animali selvatici, tra cui l'orso bruno. La cittadina costituì fino al 1945 un'isola linguistica tedesca in un'area a maggioranza slovena.

## Storia

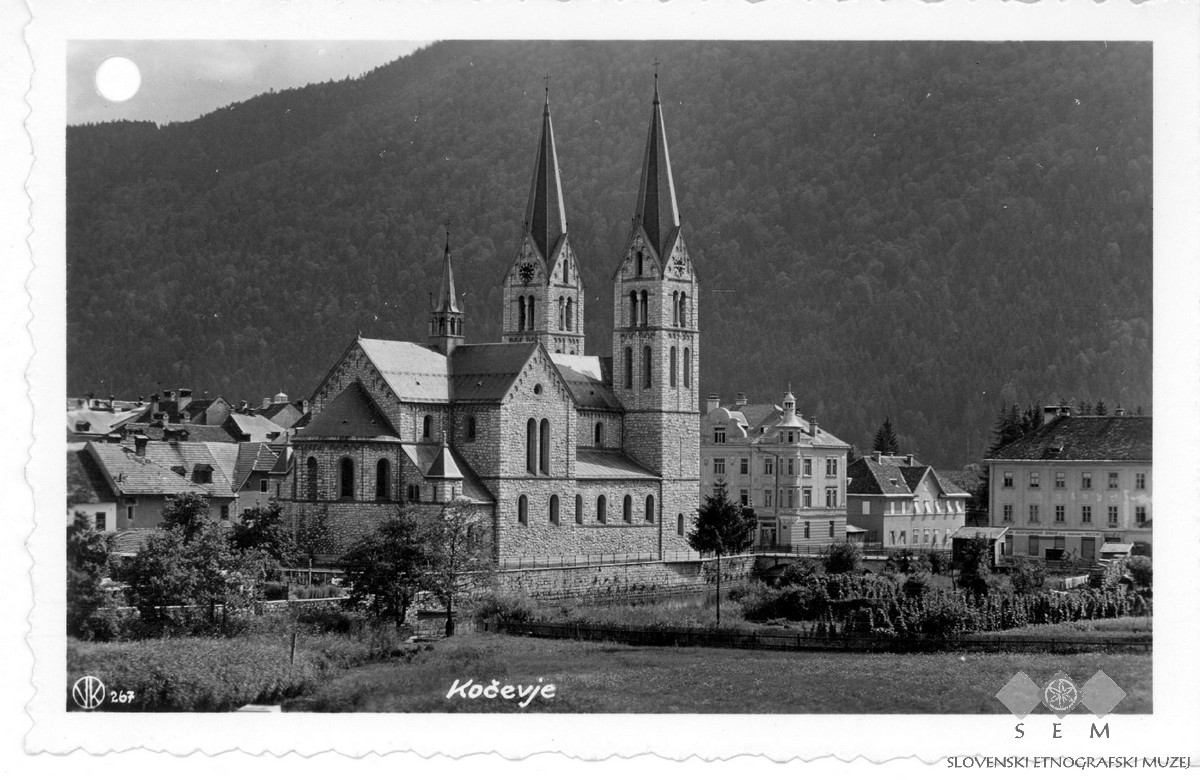
Kočevje tra le due guerre mondiali

Venne menzionata nell'anno 1363 (Gutschee) come feudo dei conti di Ortenburg, i quali fecero giungere dalla Germania alcune famiglie di agricoltori che popolarono le campagne e fondarono alcuni villaggi sulle colline e tra i monti del Kočevsko. In pochi decenni Kočevje divenne il centro commerciale della valle del fiume Rinža e delle terre circostanti, ottenendo il titolo di città nel 1471 (civitas Gotsche).
La cittadina, assalita più volte dai Turchi, cercò di resistere grazie a un giro di mura circondato dalle acque del fiume, deviate in un profondo fossato. Malgrado ciò, nel 1491 Gottschee fu conquistata ed incendiata. Risorse faticosamente sempre come centro commerciale ed artigianale, e verso la fine del XIX secolo giunse ad essere un modesto centro industriale.
Nel Settecento il suo territorio ottenne una maggiore autonomia amministrativa anche perché concesso alla famiglia principesca degli Auersperg come contea, elevata a ducato nel 1783.
In epoca asburgica l'attuale territorio comunale era diviso nei comuni catastali di Predgrad (ted. Vornschloß), Dol (ted. Thal), Čeplje (o Čeplach, ted. Tscheplach o Tschlöplach), Spodnji Log (ted. Unterlag), Knežja Lipa (ted. Graflinden), Štalcarji (ted. Stalzern), Novi Lazi (ted. Hinterberg), Briga (ted. Tiefenbach), Borovec (o Morobic, ted. Morobitz), Kočevska Reka (ted. Rieg), Gotenica (o Gotnica, ted. Göttenitz), Koče (ted. Kotschen), Kovlerji (ted. Koflern), Stara Cerkev (o Srednja Vas, ted. Mitterdorf), Mala Gora (ted. Malgern), Polom (ted. Ebenthal), Stari Log (ted. Altlag), Smuka (ted. Lagenthon), Moschwald (o Mooswald), Kočevje (ted. Gottschee), Sela (o Željne, ted. Seele), Onek (ted. Hohenegg), Lienfeld, Črni Potok (ted. Schwarzenbach), Mozelj (o Mozel, ted. Mösel), Reinthal (oggi Rajndol), Skril (ted. Skrill), Nemška Loka (ted. Unterdeutschau), Hrib (ted. Büchel), Koprivnik (ted. Nesselthal), Kummersdorf (o Kummerdorf), Friesach, Reichenau.
Successivamente Predgrad sarà aggregata a Stari Trg (ted. Altenmarkt); Reinthal e Skril vennero accorpate a Mozelj; Štalcarji venne unita a Novi Lazi; Kovlerji divenne parte del comune di Stara Cerkev; Moschwald fu aggregata a Kočevje; Hrib, Kummersdorf e Friesach furono accorpate a Koprivnik, Onek divenne parte di Sela.
Dal 1941 al 1943, durante la seconda guerra mondiale, fu occupata dal Regno d'Italia, inquadrata nella Provincia di Lubiana.
Subito dopo il conflitto, nella vicina foresta, avvennero i massacri di Kočevski rog, definiti pure massacri di Cocevie da vari storici e, sempre in quel periodo, la popolazione di lingua tedesca fu costretta a esiliare in Germania o trucidata subendo una pulizia etnica.

### Tedeschi del Gottschee
L'occupazione italiana della Jugoslavia nell'aprile 1941 inizialmente riguardò anche la plurisecolare comunità etnica tedesca della Slovenia meridionale, detta "di Gottschee".
Nell'estate 1941 l'intera comunità tedesca di Gottschee, un'area di oltre 800 km² con 172 villaggi che faceva parte della provincia di Lubiana, fu trasferita – per accordi italo-tedeschi simili a quelli dell'Alto Adige – nella Slovenia occupata dalla Germania. Allo stesso tempo oltre 20 000 sloveni furono rimossi dall'area di Maribor e traslocati nel Gottschee.
Nell'ultimo anno di guerra quasi tutti i Tedeschi del Gottschee che non si erano trasferiti, circa un migliaio, furono sterminati dai partigiani titoisti. Dopo il 1945 tutti i 28 000 tedeschi del Gottschee dovettero rinunciare a rimpatriare, quindi in molti casi emigrarono negli Stati Uniti, per volontà delle autorità jugoslave.
In questa forma fu attuata una completa "pulizia etnica" della minoranza tedesca di Gottschee in circa un quinto del territorio della Slovenia, secondo la "Danube Swabian Association".
Il "Gottscheer Altsiedler Verein" è l'associazione che rappresenta l'antica minoranza germanofona insediata nella regione di Kocevje-Gottschee, a sud di Lubiana. Questa isola linguistica scomparsa del sud-ovest della Slovenia conta ancora oggi diverse migliaia di persone sparse per il mondo che si tramandano un dialetto tedesco risalente al XIV secolo.
| %      | Ripartizione linguistica (gruppi principali) |
| ------ | -------------------------------------------- |
| 2,04%  | madrelingua bosniaca                         |
| 6,67%  | madrelingua croata                           |
| 2,79%  | madrelingua serbo-croata                     |
| 81,68% | madrelingua slovena                          |

## Geografia antropica

### Suddivisioni amministrative
Il comune di Kočevje è suddiviso in 68 insediamenti (naselija):
- Borovec pri Kočevski Reki
- Breg pri Kočevju
- Brezovica pri Predgradu
- Bukova Gora
- Cvišlerji
- Dol
- Dolga vas
- Dolnja Briga
- Dolnje Ložine
- Čeplje
- Črni Potok pri Kočevju
- Gorenje
- Gornja Briga
- Gornje Ložine
- Gotenica
- Jelenja vas
- Kačji Potok
- Klinja vas
- Knežja Lipa
- Koblarji
- Kočarji
- Koče
- Kočevje
- Kočevska Reka
- Konca vas
- Koprivnik
- Kralji
- Laze pri Oneku
- Laze pri Predgradu
- Livold
- Mačkovec
- Mahovnik
- Mala Gora
- Mlaka pri Kočevju
- Mlaka pri Kočevski Reki
- Morava
- Mozelj
- Mrtvice
- Nemška Loka
- Nove Ložine
- Novi Lazi
- Onek
- Paka pri Predgradu
- Podlesje
- Polom
- Predgrad
- Primoži
- Rajhenav
- Rajndol
- Rogati Hrib
- Seč
- Slovenska vas
- Smuka
- Spodnja Bilpa
- Spodnji Log
- Stara Cerkev
- Stari Breg
- Stari Log
- Staro Brezje
- Šalka vas
- Štalcerji
- Trnovec
- Vimolj pri Predgradu
- Vrbovec
- Vrt
- Zajčje Polje
- Zdihovo
- Željne

## Amministrazione
| Periodo | Periodo   | Primo cittadino   | Partito | Carica  | Note |
| ------- | --------- | ----------------- | ------- | ------- | ---- |
| 2020    | in carica | Vladimir Prebilič | SD      | sindaco |      |

### Gemellaggi
Di seguito l'elenco delle città gemellate:
- San Dorligo della Valle, dal 2 ottobre 1971, rinnovato il 9 ottobre 2005
- Prokuplje , dal  1975, rinnovato il 3 ottobre 2016
- Arbe , dal 3 October 1985
- Halluin , dal 20 gennaio 2001
- Oer-Erkenschwick, dal 8 giugno 2003
- Spittal an der Drau , dal 3 ottobre 2014, rinnovato il 29 novembre 2019.
- Lübbenau/Spreewald , dal 3 ottobre 2018